# 埃莉诺·艾丽斯·伯福德
埃莉诺·艾丽斯·伯福德（1906年9月1日 - 1993年1月18日）是一位英国历史浪漫小说作家，她的歷史小說以虛構的欧洲皇室、西班牙宗教裁判所為背景。她還創作了爱情小说、犯罪小说、悬疑小说和惊悚小说。她一生共寫了200多本書。
她在去世前，坐上了一艘往返于雅典和塞得港之间的遊輪。1993年1月18日，她在游轮上去世，并被海葬。 